# Chionomesa
Chionomesa är ett släkte med fåglar i familjen kolibrier inom ordningen seglarfåglar. Det omfattar två till tre arter som förekommer i Sydamerika:
- Glitterstrupig smaragd (Chionomesa fimbriata)
- Violettstrupig smaragd (Chionomesa lactea)
  - "Fläckgumpad smaragd" (Chiomomesa [l.] bartletti) – urskiljs som egen art av BirdLife International

Arterna placeras traditionellt i släktet Amazilia, men genetiska studier visar att arterna i släktet inte står varandra närmast.